# Одрадівський степ
Отра́дівський степ — ботанічна пам'ятка природи місцевого значення. Розташована в Бахмутському районі Донецької області біля села Одрадівка. 
Статус пам'ятки природи присвоєно рішенням обласної ради від 25 березня 1995 року. 
Площа — 3,9 га. 
Територія «Степ Отрадівський» являє собою ділянку степової рослинності, 7 видів рослин, які ростуть тут, занесені до Червоної книги України — оносма донська, ковила волосиста, шафран сітчастий, півонія тонколиста. 